# Veillée d'amour
Pour plus de détails, voir Fiche technique et Distribution.
Veillée d'amour (titre original : When Tomorrow Comes) est un film américain réalisé par John M. Stahl, sorti en 1939.

## Synopsis
Philip André Chagal est un célèbre pianiste de concert qui visite un restaurant où travaille Helen, une serveuse en difficulté. Il est immédiatement attiré par elle et la rejoint à une manifestation syndicale Là-bas. il découvre les opinions politiques de gauche d'Helen lorsqu'elle suggère que tous les membres du syndicat se mettent en grève. Après la réunion, Philip loue son discours et ses qualités de leader, bien qu'il soit lui-même antisyndical et ils tombent amoureux.
Lors d'un rendez-vous à Long Island, le couple se détend sur le bateau de Philip lorsque le temps devient violent. Ils débarquent et se réfugient dans la maison d'été de Philip mais la tempête se transforme esuite en ouragan. Helen et Philip s'embrassent et tentent de partir pour la ville la plus proche, finissant par passer la nuit dans une église. Helen découvre plus tard que Philip est marié et part secrètement sur le continent. Philip tente de s'excuser et de faire revenir Helen sur sa décision en lui présentant sa femme Madeline. Helen hésite et Madeline la prend à part, lui révélant qu'elle a le cœur brisé et qu'elle se sent coupable d'une mortinaissance dont elle et Philip font encore le deuil cinq ans plus tard. Bien qu'elle soit toujours amoureuse du pianiste, Helen met fin à leur relation.

## Fiche technique
- Titre : Veillée d'amour
- Titre original : When Tomorrow Comes
- Réalisation : John M. Stahl
- Scénario : Dwight Taylor, Herbert J. Biberman (non crédité), Aben Kandel (en) (non crédité), Charles Kaufman (non crédité) et John Larkin (non crédité) d'après l'histoire A Modern Cinderella de James M. Cain
- Musique : Charles Previn et Frank Skinner (non crédités)
- Photographie : John J. Mescall
- Montage : Milton Carruth
- Direction artistique : Jack Otterson (en)
- Décorateur de plateau : Russell A. Gausman
- Costumes : Vera West, Orry-Kelly (non crédité) et Howard Greer pour Irene Dunne
- Producteur : John M. Stahl
- Société de production : Universal Pictures
- Pays d'origine :  États-Unis
- Langue : anglais
- Tournage : Du 4 mai 1939 au 18 juillet 1939
- Format : Noir et blanc — 35 mm — 1,37:1 — Son : Mono (Western Electric Mirrophonic Recording)
- Genre : Film dramatique
- Durée : 90 minutes
- Dates de sortie : 
  - États-Unis : 11 août 1939
  - France : 25 janvier 1940

## Distribution
- Irene Dunne : Helen Lawrence
- Charles Boyer : Philip Chagal
- Barbara O'Neil : Madeleine Chagal
- Onslow Stevens : Jim Holden
- Nydia Westman : Lulu
- Nella Walker : Betty Dumont
- Fritz Feld : Nicholas

Acteurs non crédités
- Inez Courtney : une serveuse
- Otto Hoffman : un fermier
- Harry Holman : M. Brown
- Robert Homans : un policier
- Gordon Jones : un technicien radio
- Mickey Kuhn : un enfant
- Helen MacKellar : une serveuse
- Greta Meyer : l'infirmière de Madeleine
- Frances Robinson : une serveuse
- Mary Treen : une serveuse